# نوتاندو ویلاکازی
نوتاندو ویلاکازی (انگلیسی: Nothando Vilakazi؛ زادهٔ ۲۸ اکتبر ۱۹۸۸) بازیکن فوتبال اهل آفریقای جنوبی است.
از باشگاه‌هایی که در آن بازی کرده‌است می‌توان به اشاره کرد.
وی همچنین در تیم ملی فوتبال زنان آفریقای جنوبی بازی کرده‌است.